# 奥田元宋
奥田 元宋（おくだ げんそう、1912年（明治45年）6月7日 - 2003年（平成15年）2月15日）は日本画家。元・日本芸術院会員。1984年（昭和59年）に文化勲章受章。本名は奧田 嚴三（おくだ げんそう）。妻は人形作家の奥田小由女。

## 人物
「元宋の赤」と言われる独特な赤色が特徴。「美術人名辞典」（思文閣）によれば「自然と自己の内面を照応した幽玄な山水で精神性の濃い絵画世界を築く」と評されているほか、ブリタニカ国際大百科事典 小項目事典には「日本の風景美の伝統を受け継いだ静かで神秘的な水墨画の世界に、多彩な色使いによる色彩美を加え、新朦朧派と評される独自の風景画を確立した」と解説されている。
歌人としても著名で、1981年正月には宮中歌会始の召人に選ばれた。

## 略年譜
- 1912年（明治45年）- 広島県双三郡八幡村（現・三次市吉舎町八幡）に生まれる[1]。
- 1931年（昭和6年）から1935年（昭和10年）- 1931年（昭和6年）に上京し遠戚の児玉希望に師事、内弟子となった[1]。しかし1933年（昭和8年）に自身の絵画技術に疑義を持ったことを発端に児玉門下を出奔、その間文学、映画などに傾倒したものの、その後1935年（昭和10年）に師児玉に許されて再び門下に戻る[1]が外弟子に降格された。
- 1936年（昭和11年）- 文展の鑑査展に「三人の女性」が初入選[1]。
- 1937年（昭和12年）- 児玉希望画塾第1回展に「舞踏場の一隅」で塾賞受賞。この頃に児玉より雅号「成珠」を与えられたが用いず、中国宋元絵画への憧れと本名にちなんだ「元宋」を自ら号するようになった[1]。
- 1938年（昭和13年）- 第2回文展「盲女と花」が特選受賞[1]。
- 1944年（昭和19年）- 戦争の激化に伴い故郷に疎開。
- 1949年（昭和24年）- 第5回日展で「待月」が特選[1]と白寿賞を受賞[7]。
- 1962年（昭和37年）- 第5回新日展で「磐梯」が文部大臣賞[1]、文化庁買上げになる。
- 1963年（昭和38年）- 前年「磐梯」により日本芸術院賞受賞[8]。
- 1973年（昭和48年）- 日本芸術院会員に推挙[9]。
- 1974年（昭和49年）- 日展常任理事に就任[1]。
- 1976年（昭和51年）- 同郷の人形作家・川井小由女と結婚。これ以降、小由女は奥田姓を名乗る。
- 1981年（昭和56年）- 宮中歌会始に出席、真言宗大聖院の本堂天井画「龍」を制作[1]、同年文化功労者に選ばれる[10]。
- 1984年（昭和59年）- 文化勲章を受章[11]。
- 1989年（平成元年）- 広島県名誉県民[12]。
- 1995年（平成7年）- 日本芸術院第一部（美術）部長になる。
- 1996年（平成8年）- 銀閣寺の庫裏、大玄関・弄清亭障壁画が完成[1]。
- 2003年（平成15年）- 心不全のため東京都練馬区富士見台の自宅で死去[1]。
- 2006年（平成18年）- 広島県三次市東酒屋町に奥田元宋・小由女美術館が開館。
- 2020年（令和2年）- 妻の小由女が文化勲章を受章。史上初の夫妻での文化勲章受章となった。

## 代表的な作品
- 「松島暮色」絹本彩色、額 (1面) 77.6cm × 167.1cm、1976年（昭和51年）
- 「湖畔春耀」絹本彩色、額 (1面) 89.0cm × 105.6cm、1986年（昭和61年）

## 主な作品収蔵先
- 山種美術館
- 奥田元宋・小由女美術館

## 著書・画集など
- 奥田元宋『山湖に題して』（三彩社、1975年）
- 『奥田元宋画集』（実業之日本社、1979年）
- 『現代日本画全集 第14巻 奥田元宋』（集英社、1983年）
- 『奥田元宋画集』（読売新聞社、1990年）
- 『広島県名誉県民小伝集 奥田元宋 栃藪啓太』（広島県、1991年）
- 奥田元宋『豊饒の泉』短歌集（読売新聞社、1997年）
- 『奥田元宋展図録』（広島県立美術館、1997年）
- 奥田元宋『山燃ゆる』自伝（日本経済新聞社、2001年）
- 奥田元宋『胸中山水』画文集（ビジョン企画出版社、2002年）
- 『奥田元宋展 卆寿記念』（日本経済新聞社、2002年）